# Magda Lupescu

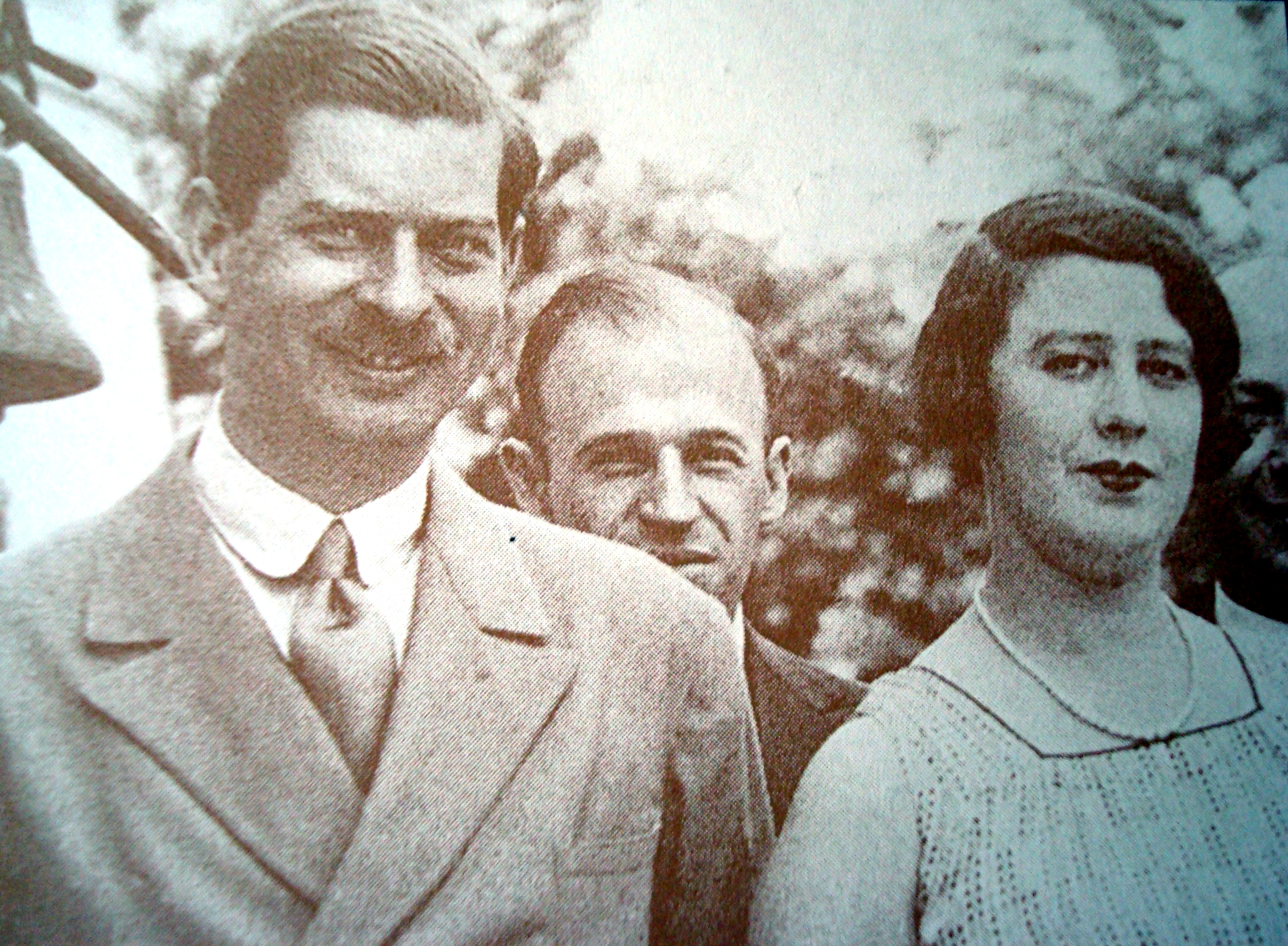
Carol II och Magda Lupescu

Magda Lupescu (egentligen Elena Lupescu), född 15 september 1895 i Iași, död 29 juni 1977 i Estoril, var älskarinna till och, efter hans abdikation, gift med kung Carol II av Rumänien.

## Biografi
Lupescu var dotter till makarna apotekaren Nicolae Lupescu och Elise Falk; föräldrarna var ursprungligen judar som hade konverterat till katolicismen respektive ortodoxin och faderns ursprungliga namn var antingen Grünberg eller Wolff. Hon utbildades vid en katolsk klosterskola i Bukarest, som räknades som den finaste flickskolan i landet, och gifte sig 1919 med officeren Ion Tâmpeanu; paret separerade 1920 och skildes formellt 1923, då hon återtog sitt ursprungliga namn. Hennes förnamn Magda tillkom enligt henne själv på grund av ett missförstånd av en italiensk journalist, men det har också påpekats att "Magda" var ett slangord för "före detta prostituerad". Det har förekommit spekulationer att hennes far i själva verket var Carol I av Rumänien, men det finns inga bevis som talar för något sådant. 

### Relation med Carol II
Lupescu mötte Carol II 1923 och inledde ett seriöst förhållande med honom 1925; det är inte känt exakt hur de möttes. Lupescu beskrivs som en lång, kvick och frispråkig kvinna med vit hy och rött hår. Carol kallade henne Duduia. Förhållandet blev en skandal på grund av öppenheten med förhållandet. Det var Carols fiender, familjen Brătianu, som först började angripa förhållandet från antisemitisk synpunkt. Efter att ha visat sig med henne öppet i Milano 1925 avsade Carol sina tronanspråk till förmån för sin son 1926 och tog ut skilsmässa 1928; hans son blev monark 1927 under hans brors förmynderskap. 

### Under Carol II:s regeringstid
1930 antog Carol Iuliu Manius erbjudande att återvända med löftet att han skulle bli regent men inte monark och avstå från Lupescu; vid sin återkomst förklarades hans avsägning av sina tronanspråk ogiltiga av parlamentet, varpå han förklarades för monark och hämtade hem Lupescu. Hon uppträdde sedan som hans fru i allt utom namnet och deltog i hans politik. Hennes inflytande på politiken har ofta kritiserats och hon har utpekats som ansvarig för den svåra korruption med vilken Carol samlade en stor förmögenhet under sin tid vid makten; i själva verket bedöms Lupescu och Carol som likvärdiga partners med samma politiska övertygelse, vilket gjorde det onödigt för en att dominera den andre. Hon visade sig inte vid Carols sida under officiella tillställningar, men höll mottagningar för statens ledande skikt i sin villa, där hon räknade 
Max Auschnitt, Nicolae Malaxa, Pamfil Șeicaru och Marthe Bibesco bland sina gäster; järngardets Corneliu Zelea Codreanu ska också ha använt hennes villa som gömställe vid ett tillfälle. 

### Senare liv
Magda Lupescu och Carol tvingades några dagar efter statskuppen 1940 fly med privattåg ur landet och utsattes för skottlossning då de passerade gränsen. De reste via Spanien och Portugal till Mexiko och 1944 därifrån till Rio de Janeiro, där paret gifte sig 1947; Lupescu fick vid giftermålet titeln prinsessa av Rumänien. De bosatte sig sedan i Portugal. 2003 återbegravdes deras kroppar i Rumänien.